# Тартус (мухафаза)
Тарту́с (араб. مُحافظة طرطوس‎) — одна из 14 мухафаз Сирии. Административный центр — город Тартус. Площадь составляет 1896 км²; население по данным на 2012 год — 1 064 570 человек.

## География
Расположена в западной части страны. На севере граничит с мухафазой Латакия, на северо-востоке с мухафазой Хама, на юго-востоке с мухафазой Хомс, на юге с — Ливаном. На западе омывается водами Средиземного моря.

## Административное деление
В административном отношении мухафаза разделена на 6 районов:
1. Эш-Шейх-Бадр
2. Банияс
3. Дурейкиш
4. Сафита
5. Тартус
6. Хаба